# پیرپوینت (کالیفرنیا)
پیرپوینت (به انگلیسی: Pierpoint) یک منطقهٔ مسکونی در ایالات متحده آمریکا است که در شهرستان تولار، کالیفرنیا واقع شده‌است. پیرپوینت ۱٫۰۵۶ کیلومتر مربع مساحت و ۵۲ نفر جمعیت دارد و ۱٬۴۰۵٫۱۵ متر بالاتر از سطح دریا واقع شده‌است.